# 膠體滲透壓
膠體滲透壓（膠體膨脹壓、血漿膠體滲透壓），是經由蛋白質所施加之滲透壓的一種形態、特別是白蛋白。而在血管中的血漿(血/液體)之「總膠體滲透壓」（含膠體滲透壓(主由白蛋白產生的)及血液滲透壓(血漿滲透壓)）通常趨向於將水(組織液)「拉進」循环系统，此即膠體滲透壓的力學運作機制。膠體滲透壓也是相反於微血管濾過壓(capillary filtration pressure、流體靜力壓)和間質膠體滲透壓(Interstitial Colloidal Osmotic Pressure)的一種力量。

## 描述

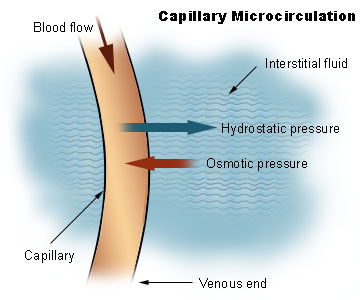
《微血管微循環(capillary microcirculation)》微血管(capillary)及組織液(interstitial fluid)之間的"膠體滲透壓"(colloid osmotic pressure/紅色向左箭頭"拉進")及流體靜力壓(hydrostatic pressure/微血管濾過壓/綠色向右箭頭"拉出")之互逆流向圖.（血液(深紅色由上到下箭頭)從上流到下面的靜脈末端(venous end)）

在整個身體，溶解化合物需有一個滲透壓。大量的血浆蛋白不能輕易穿過微血管壁進入到組織液裡，是由於它在"微血管"(毛細血管，capillary)內部(內皮)所產生的膠體滲透壓之作用、會在一定程度上有抵消"流體(液體)漏出微血管的傾向"(即流體漏出之流體靜力壓趨向將流體「拉出」微血管)。換句話說，所述的膠體滲透壓（oncotic pressure）趨向將流體「拉進」微血管。相反地，在某些病理的條件下、比如"血漿蛋白質"的減少，或蛋白質遺漏在尿(蛋白尿)裡過多（例如腎功能不全等病理原因）或者營養不良，就會減少膠體滲透壓、反而會增加微血管濾過壓(流體靜力壓)，造成"流體(液體)漏出微血管的傾向"增強。進而導致在組織裡積聚多餘(甚至過多)的液體；此種機制即謂之「水肿」。
因流體靜力壓（hydrostatic pressure、靜液壓）為身體裡的液體之自然力學機制、人為介入不容易；而膠體滲透壓（oncotic pressure; osmotic pressure）可以從白蛋白等之蛋白濃度及組織的營養成分來控制、甚或緊急注射人體血清蛋白來補充。職此之故，如何減少水腫之方法？可提高腎臟、肺臟、肝臟及心臟等臟腑器官之運作功能健全、使其本有之協調性更加強化；如此可保持組織液血漿中之白蛋白的恆定、及增加組織的營養成分，進而提高膠體滲透壓減少水腫。
微血管大部分主要的膠體滲透壓是由高量的白蛋白所產生，而此膠體滲透壓佔组织液血漿所構成之「總膠體滲透壓」的80％左右。平均微血管的總膠體滲透壓約28毫米汞柱，而此(高量)白蛋白貢獻大約22毫米汞柱(約80%)的膠體滲透壓。由於血液中的蛋白質無法脫離微血管內皮，故而內皮的「微血管床」之膠體滲透壓趨向將流體(水等之組織液)帶進(「拉進」)血管，再經由腎臟、膀胱等器官將多餘、或廢棄之流體(組織液等)排出體外；此種機制即謂之「排尿」。
膠體滲透壓在斯塔林方程及其他的方程中、都是由符號表示。

## 流體類型
在臨床上，有兩種類型的流體被用於靜脈點滴："透明液"(crystalloid)、及膠體類。「透明液」是礦物鹽水溶液、或其他水溶性分子。而「膠體」包含較大的非溶性分子，比如明膠。
而「膠體滲透壓」值大約"每公斤水290毫滲透摩爾"(290 mosm/kgH2O)濃度，它略微不同於具有值接近"每公升(水)300毫摩爾"(300 mmol/l)的「血液滲透壓」(血漿滲透壓)。

## 參閱
- 组织液
- 循环系统
- 水肿
- 外週性水腫
- 腦水腫(Cerebral edema/encephaledema)
- 全身性水腫(Anasarca)
- 腎功能
- 足細胞
- 蛋白質折疊

## 外部連結
- Overview at cvphysiology.com （页面存档备份，存于）
- 水腫 身體可能出了什麼問題？ （页面存档备份，存于）
- Albumin (Human) USP, 25％，Albuminar®-25，"愛默"人體血清白蛋白25%注射液 （页面存档备份，存于）